# Törekvés Sportegyesület
La Törekvés Sportegyesület, conosciuta come Törekvés SE, è una società di calcio di Budapest.

## Palmarès

### Altri piazzamenti
- Campionato ungherese:

Secondo posto: 1916-1917
Terzo posto: 1910-1911, 1913-1914, 1917-1918
- Nemzeti Bajnokság II:

Terzo posto: 1902